# Eilema angulosa
Eilema angulosa là một loài bướm đêm thuộc phân họ Arctiinae, họ Erebidae.